# Костел Божого милосердя і Божої Матері Неустанної Помочі
Костел Божого милосердя і Божої Матері Неустанної Помочі в Тернополі — культова споруда в м. Тернополі. Діючий парафіяльний храм Тернопільського деканату РКЦ Львівській архидієцезії Римо-католицької Церкви в Україні.

## Історія
Наріжний камінь під будівництво храму поблагословив Папа Римський Іван Павло II за свого життя. Жертводавцями будівництва були, зокрема, архієпископ Львова, католицький фонд «Реновабіс» з Німеччини, єпископи зі США, деякі парафії та особливо Тарнівська дієцезія в Польщі, приватні спонсори.
18 жовтня 2008 року відбулася урочиста консекрація костелу на честь Божого Милосердя і Матері Божої Неустанної Помочі, яку здійснив тарнівський єпископ Віктор Скворц.
9 грудня 2016 року в храмі відбулася Свята Меса. Євхаристію очолив Митрополит львівський архієпископ Мечислав Мокшицький, якому співслужили священники з деканату Тернопіль.
Розташований біля перехрестя проспекту Степана Бандери та вулиці Євгена Коновальця.
Настоятель — прелат отець-декан Анджей Маліг (іноді Андрій Маліг).